# Cratere Iphitus
Iphitus è un cratere sulla superficie di Febe.